# Urophora cuzconis
Urophora cuzconis är en tvåvingeart som beskrevs av Steyskal 1979. Urophora cuzconis ingår i släktet Urophora och familjen borrflugor.
Artens utbredningsområde är Peru. Inga underarter finns listade i Catalogue of Life.